# Nokszyno
Nokszyno (ros. Нокшино) – wieś w Rosji, w rejonie wielikoustidzkim obwodu wołogodzkiego. W 2010 r. liczyła 14 mieszkańców.